# Limnohabitans
Genre
Limnohabitans est un genre de bactéries de la famille des Comamonadaceae.

## Description
Les bactéries de ce genre sont aérobies ou anaérobies facultatives, chimio-organotrophes, oxydase positives et catalase positives. Les cellules sont non-pigmentées et non motiles et ont une forme de bacilles incurvés.

## Taxonomie
Le nom correct complet (avec auteur) de ce taxon est Limnohabitans Hahn et al. 2010.
L'espèce type est : Limnohabitans curvus Hahn et al. 2010.

### Étymologie
L'étymologie du genre Limnohabitans est la suivante : Lim.no.ha’bi.tans. Gr. fem. n. limnê, lac; L. pres. part. habitans, habitant; N.L. masc. n. Limnohabitans, habitant du lac, ce qui fait référence au type d'écosystème dans lequel la souche type a d'abord été isolée.

### Liste des espèces
Selon LPSN (5 juillet 2023), le genre Limnohabitans comprend les 5 espèces suivantes :
- Limnohabitans australis Hahn et al. 2010
- Limnohabitans curvus Hahn et al. 2010
- Limnohabitans parvus Kasalický et al. 2010
- Limnohabitans planktonicus Kasalický et al. 2010
- Limnohabitans radicicola Chhetri et al. 2021